# 凤仓站
鳳倉站（韓語：봉창역）是朝鮮民主主義人民共和國平安南道北仓郡的一個鐵路車站，属于戴建線。

## 邻近车站
戴建線
外東站 - 鳳倉站